# パッショ・オラヴィ

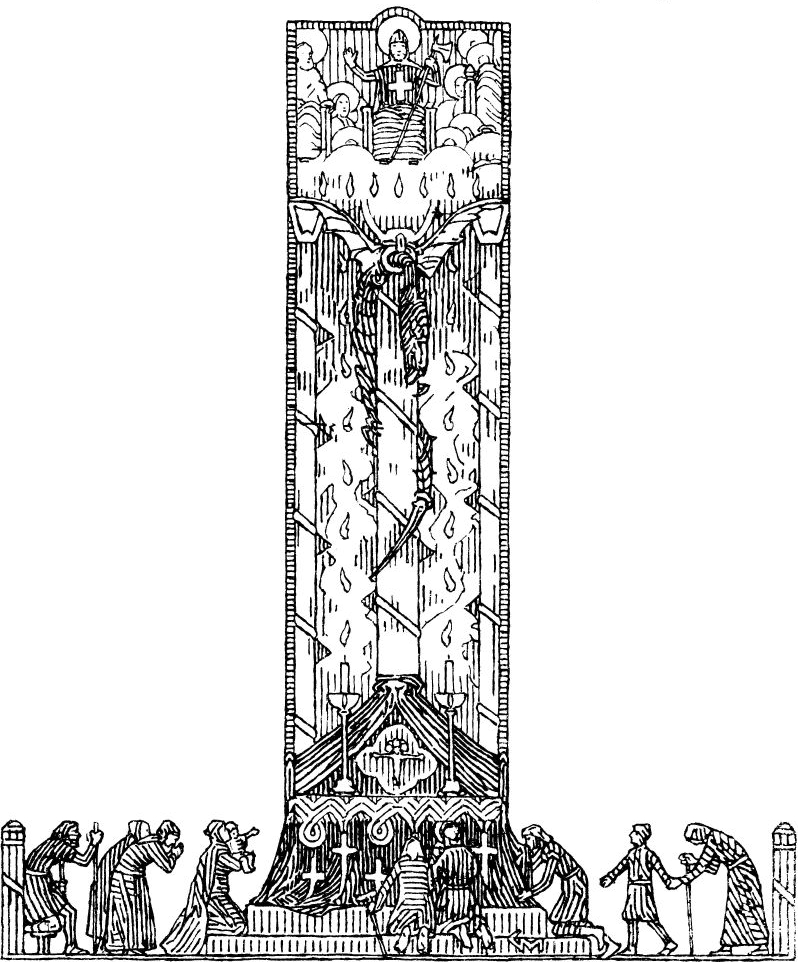
『ヘイムスクリングラ』中の「オーラヴ聖王のサガ」に添えられた花形装飾による挿絵（イェールハルド・ムンテ画）。オーラヴ聖王が天上の王として描かれている

パッショ・オラヴィ（Passio Olavi、ラテン語で「オーラヴの受難」）、正式名Passio et miracula beati Olavi（「福者オーラヴの受難と奇跡」、ノルウェー語:Hellig Olavs lidelse og undergjerninger/聖オーラヴの受難と奇跡、Hellig Olavs liv og jærtegn/聖オーラヴの生涯と予兆）は、ノルウェー王オーラヴ聖王にまつわる伝説集である。おそらくエイステイン・エルレンズソンがニーダロス大司教在位中（1159年-1188年）に編纂されたと考えられ、エイステイン自身によって書かれた可能性もある。
長短2種の異稿があり、長文版は「古ノルド説教集」（Gammelnorsk homiliebok）から抜粋した古ノルド語版の形で知られ、聖オーラヴの日（Olsok）に読むことになっていた。短文版はラテン語で書かれ広く流布し、イギリス、フランス、ウィーン、フィンランドなどヨーロッパ各地に所蔵されている。長文版は、リーセ聖母マリア修道院（Lyse kloster）を設立したイギリス・ヨークのファウンテンズ修道院による英語写本の形でも知られる。 

## 近代の出版
- Metcalfe, Frederick, ed (1881). Passio et miracula beati Olaui: edited from a twelfth-century manuscript in the Library of Corpus Christi College, Oxford. Oxford: Clarendon Press
- (pdf) A history of Norway, and the passion and miracles of blessed Óláfr. Viking Society for Northern Research. (2001). ISBN 0903521482 (英訳)
- Passio Olavi; lidingssoga og undergjerningane åt den heilage Olav（パッショ・オラヴィ - 聖オーラヴの受難と奇跡） Eiliv Skard訳、Carsten Lien装丁。Samlaget、1930年
  - 影写本。Arne Bakkenによる序文。Samlaget、1995年、ISBN 82-521-4397-0
- Storm, Gustav, ed (1880). “Acta sancti Olavi regis et martyris”. Monumenta historica Norvegiæ. pp. 125–44 - 短文版
- Gammelnorsk homiliebok（古ノルド説教集）、Astrid Salvesen訳、Erik Gunnes解説・注釈。Universitetsforlaget、1971年
  - 影写本。Pensumtjeneste、1998年、ISBN 82-13-01283-6
  - Draumkvedet, og tekster fra norrøn middelalder（中世ノルドの夢の詩と古文書）、2004年